# Pchery
Pchery (Duits: Pecher) is een Tsjechische gemeente in de regio Midden-Bohemen en maakt deel uit van het district Kladno. Het dorp ligt op 5 km afstand van de stad Kladno.
Pchery telt 2019 inwoners (2023).

## Geografie
De gemeente bestaat uit de volgende plaatsen:
- Pchery;
- Humny.

Het laagste punt van het kadastrale gebied van Pchery ligt op een hoogte van 247 meter aan de oppervlakte van de Knovízskýbeek; het hoogste punt ligt op 364 meter hoogte. De dorpen Pchery en Humny zijn in de loop der tijd aan elkaar gegroeid. Een integraal onderdeel van de gemeente is de voormalige mijnwerkersnederzetting Theodor (in de volksmond Kréta genoemd), gelegen op 1,5 km ten zuidoosten van het dorp.

## Etymologie
Volgens taalkundige Antonín Profous is de naam Pchery afgeleid van het Duitse woord Becherer, dat het hoofdberoep van de vroegste inwoners van de nederzetting aangeeft (makers van houten bekers en vaten).

## Geschiedenis
De eerste schriftelijke vermelding van Pchery dateert van 1222, toen het dorp in verband met de afdracht van gelden aan het klooster in de Praagse burcht werd genoemd. 
Sinds 1960 is Pchery een zelfstandige gemeente binnen het district Kladno.

## Infrastructuur
Op een vlakte ongeveer 1 km ten oosten van het dorp werd in augustus 2007 begonnen met de bouw van een windturbine met de grootste geïnstalleerde capaciteit per eenheid in Tsjechië tot dan toe. De twee 88 m hoge torens zijn beide uitgerust met propellers met een spanwijdte van 100 meter. De propellers drijven een generator aan die een vermogen van drie  MW levert. De leverancier van de technologie is het Finse bedrijf WinWinD. Op 1 april 2008 werd de turbine in gebruik genomen.

## Verkeer en vervoer

### Autowegen
Er leiden verschillende regionale wegen naar het dorp. Op 2,5 km afstand van het dorp loopt snelweg D7.

### Spoorlijnen
Er is momenteel geen spoorlijn of station in het dorp. Het dichtstbijzijnde station is Kladno-Švermov op 3,5 km afstand. Dat station ligt gelegen aan spoorlijn 093 Kralupy nad Vltavou - Kladno. Tot 1982 was er een halte Pchery op spoorlijn 11b Kladno - Dubí - Zvoleněves.

### Buslijnen
Er zijn meerdere bushaltes in Pchery en Humny, waar buslijnen naar de volgende bestemmingen halteren: Brandýsek, Kladno, Praag en Slaný.

## Bezienswaardigheden

### Sint-Stefanuskerk
De kerk werd voor het eerst vermeld in de tiendenregisters van 1352 en is gebouw in de barokstijl. In 1706 werd de kerk grondig gerestaureerd en vergroot. In 1894 en 1895 volgden nog twee verbouwingen.

### Overig
- Klokkentoren uit het midden van de 18e eeuw op de heuvel boven de kerk, eveneens in barokstijl.

## Galerĳ

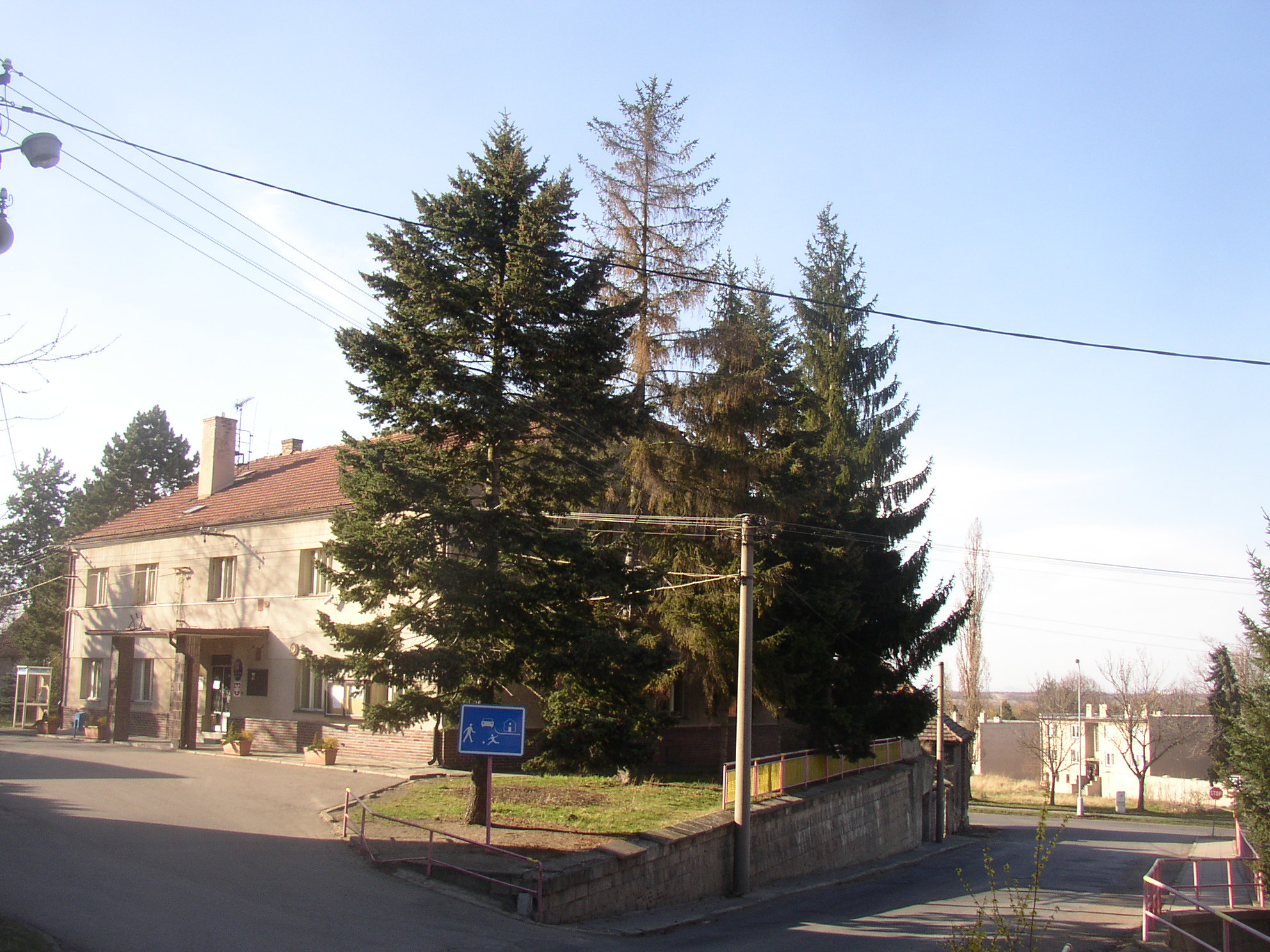
Gemeentehuis en gezondheidscentrum
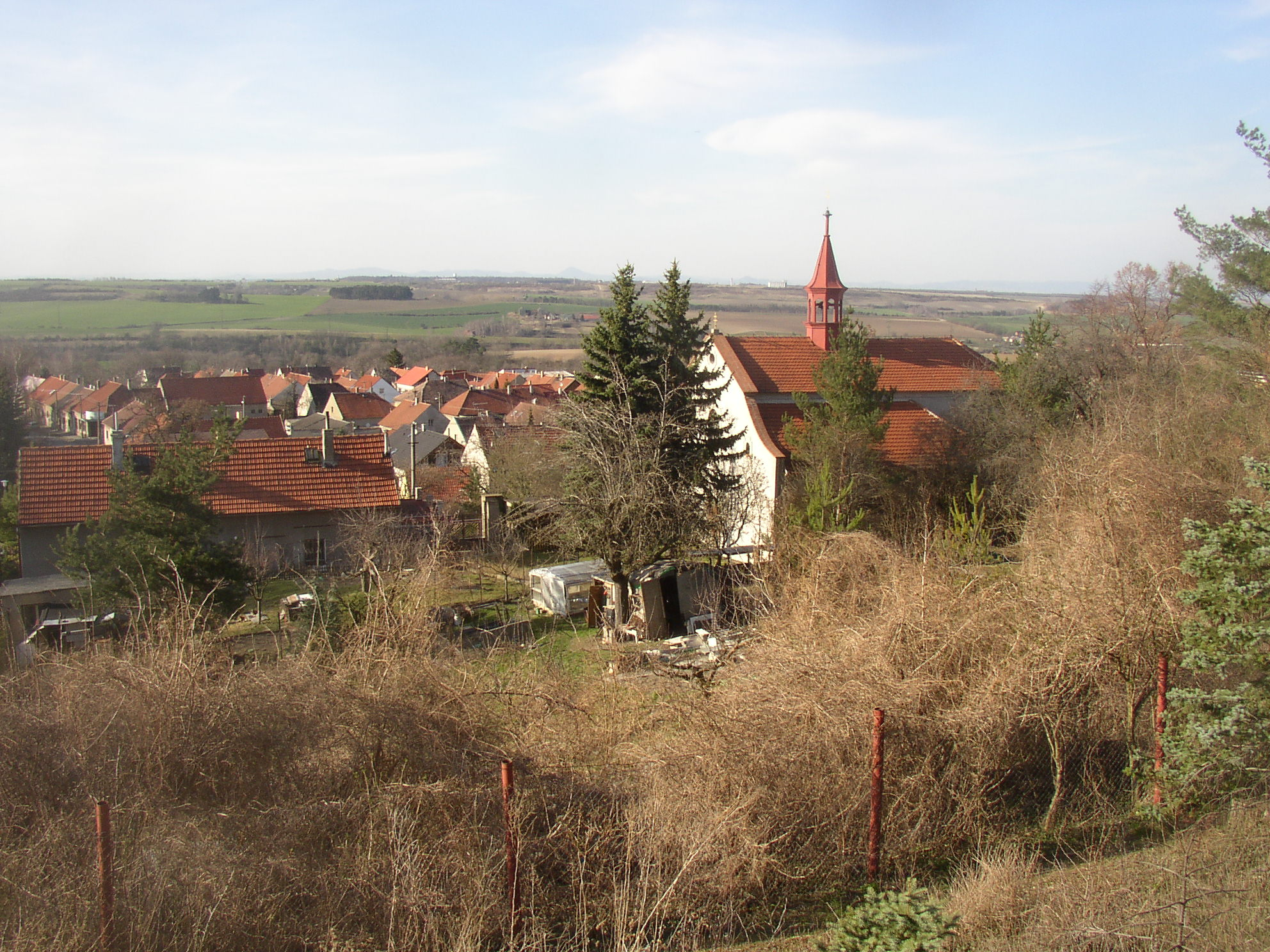
Blik vanuit klokkentoren
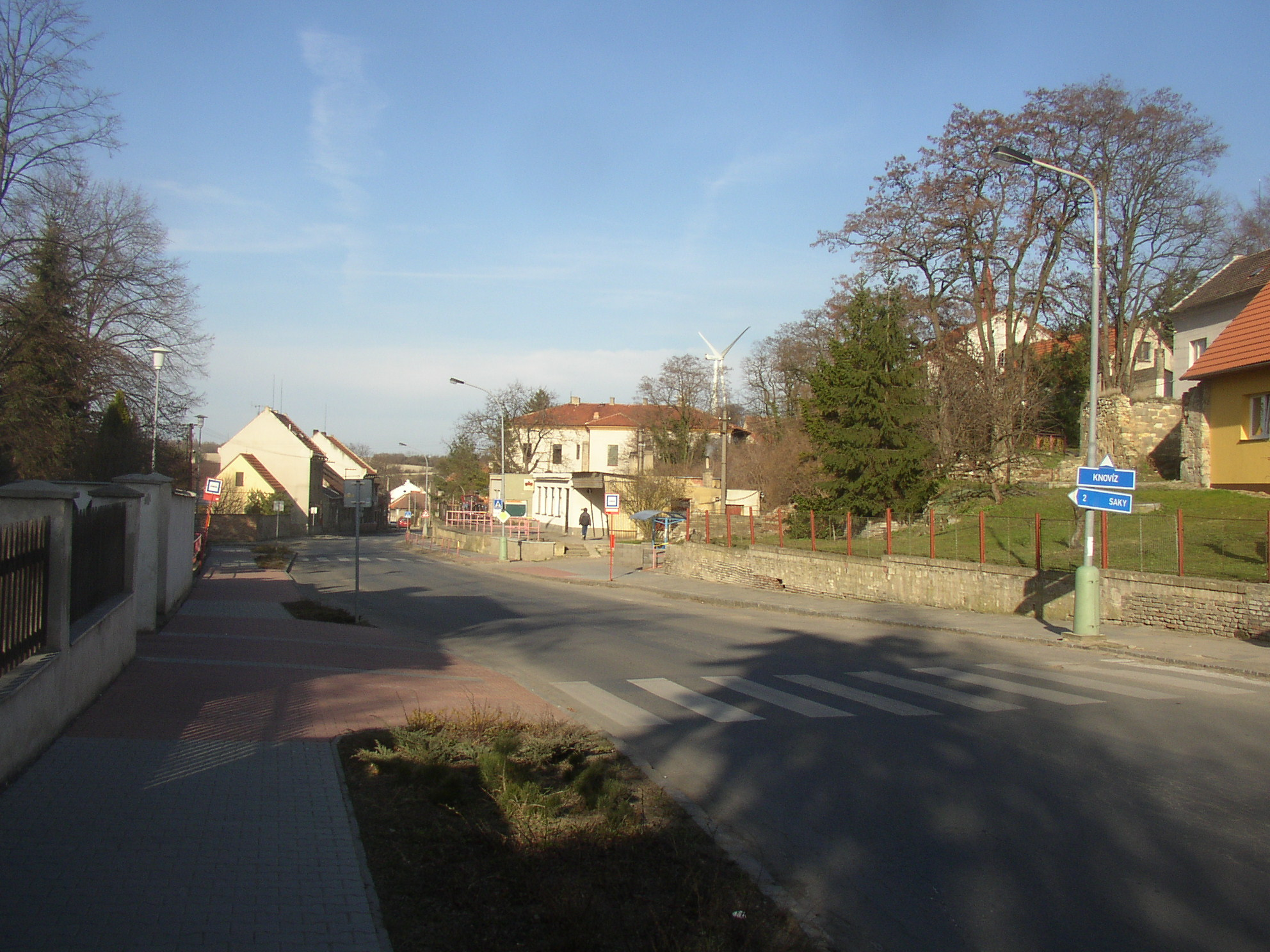
Hoofdweg door het dorp
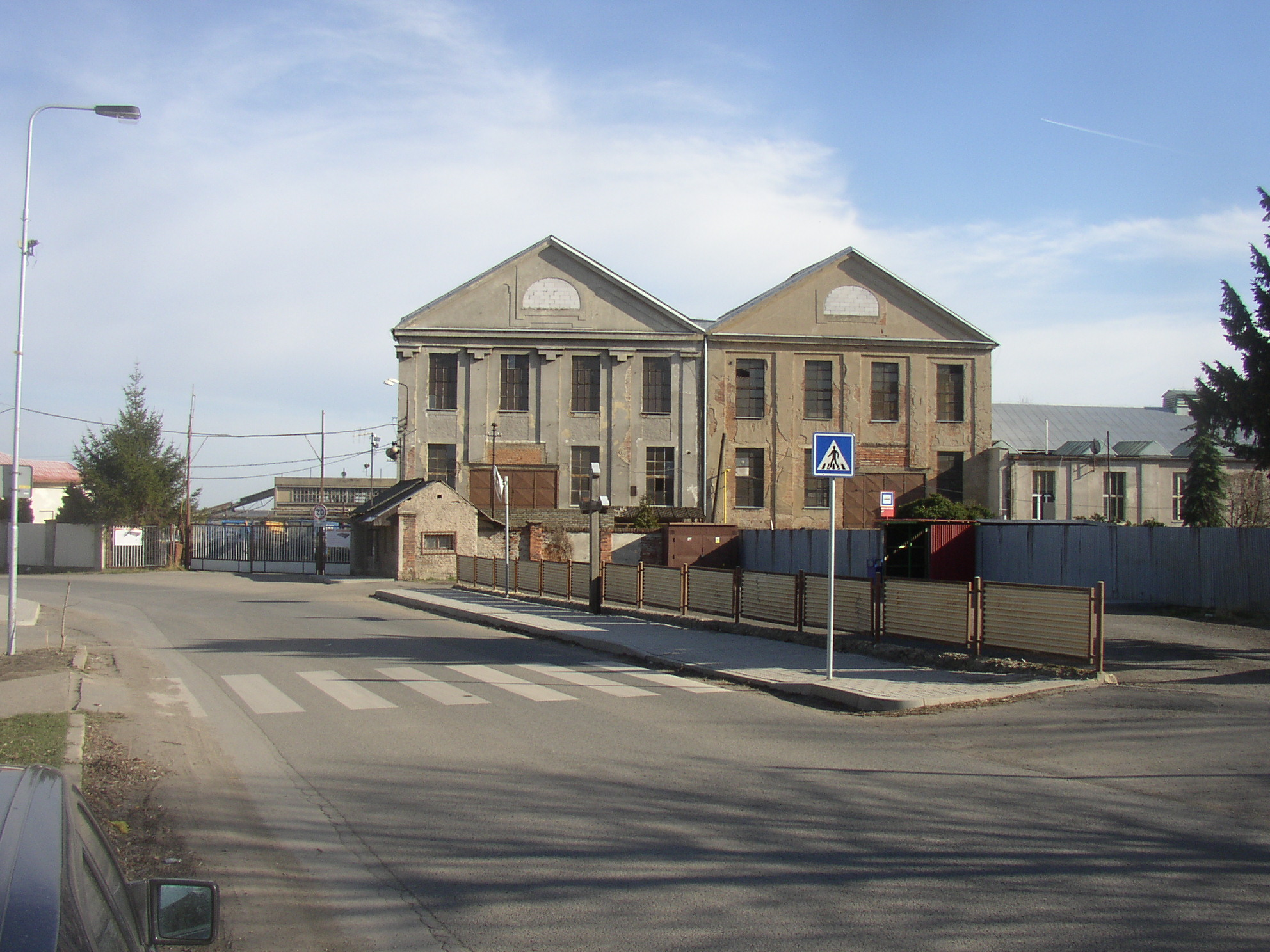
Hoofdgebouw van voormalige Theodormijn
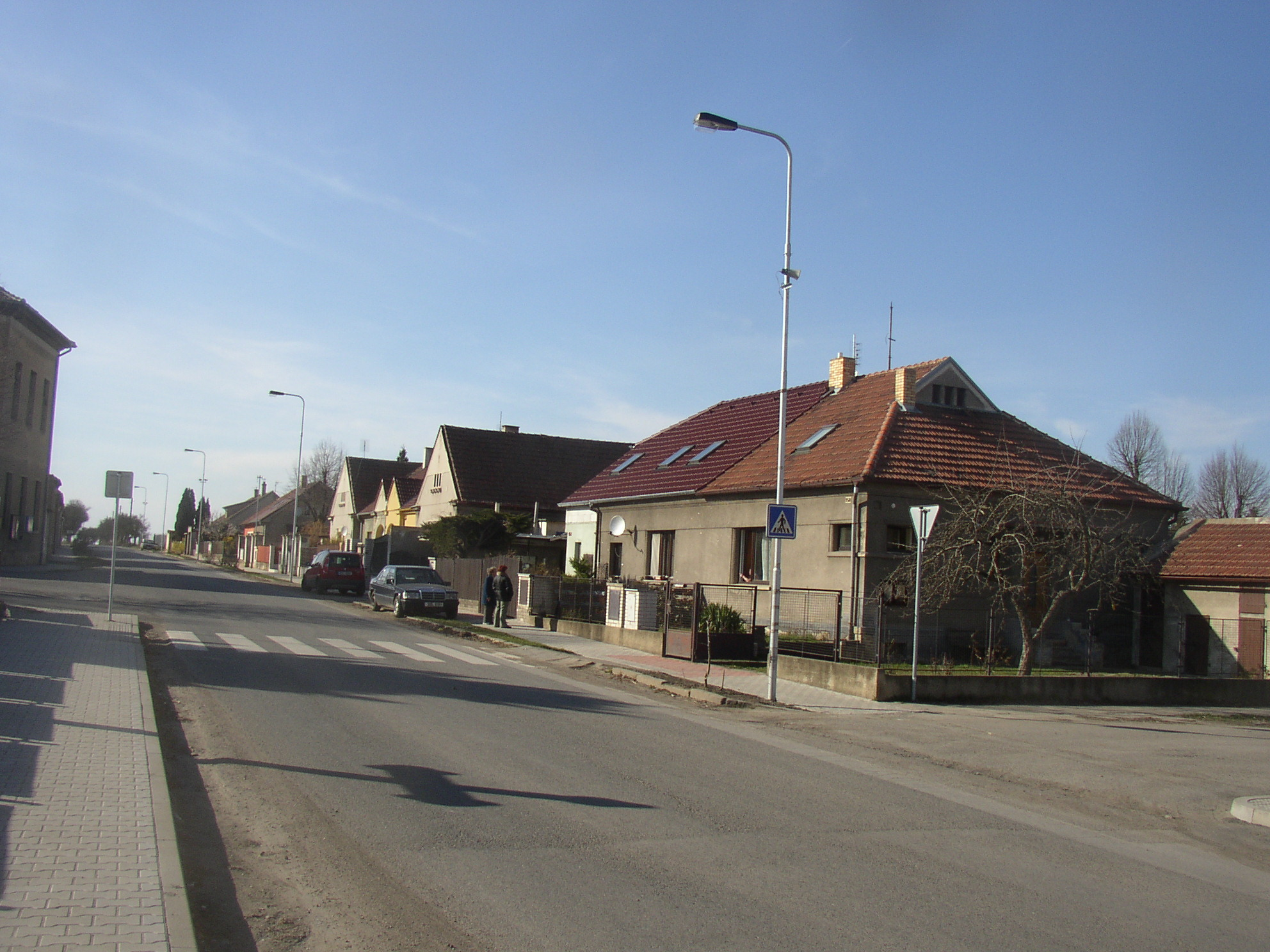
Huizen nabij voormalige mijn (1)
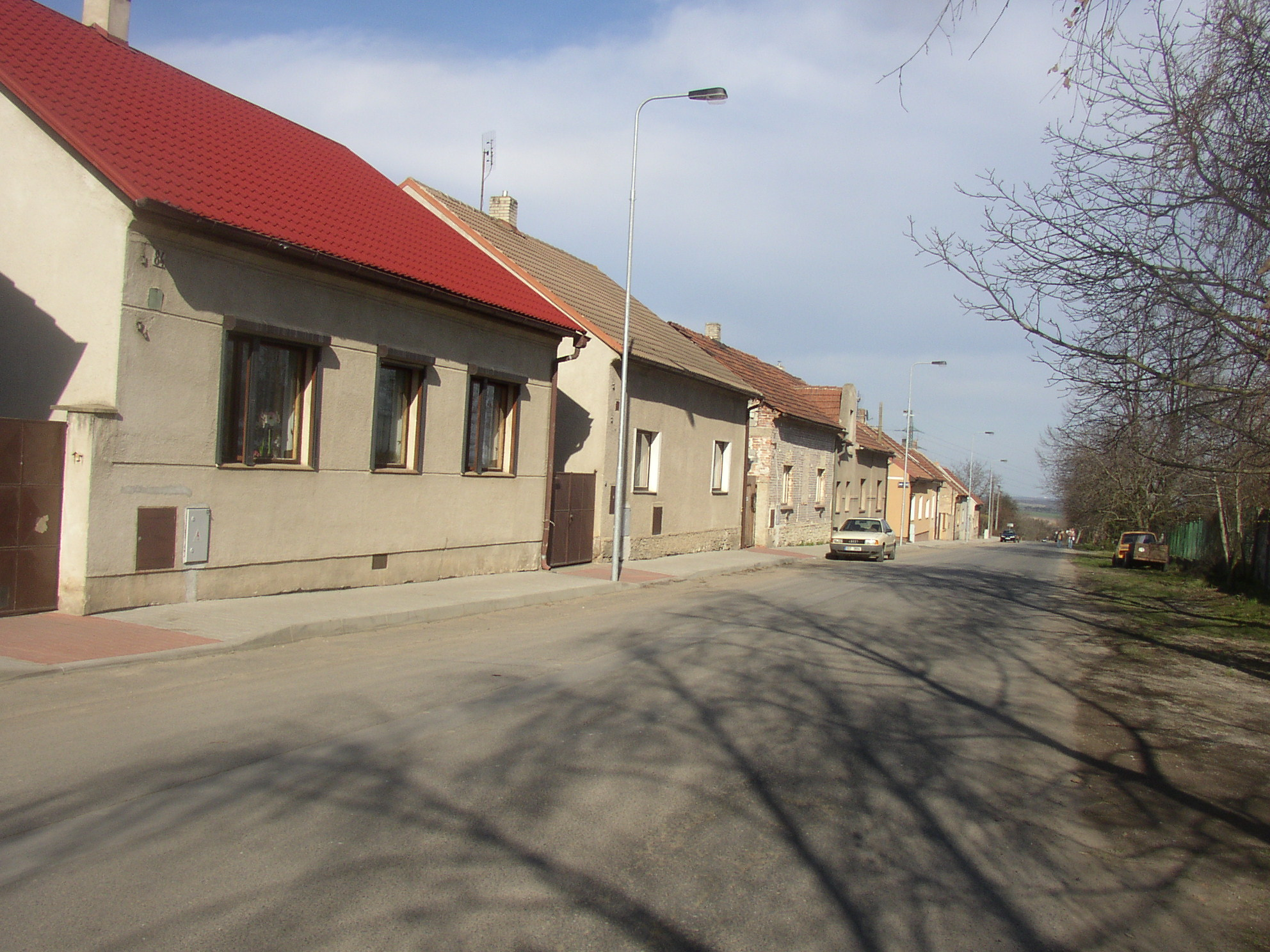
Huizen nabij voormalige mijn (2)
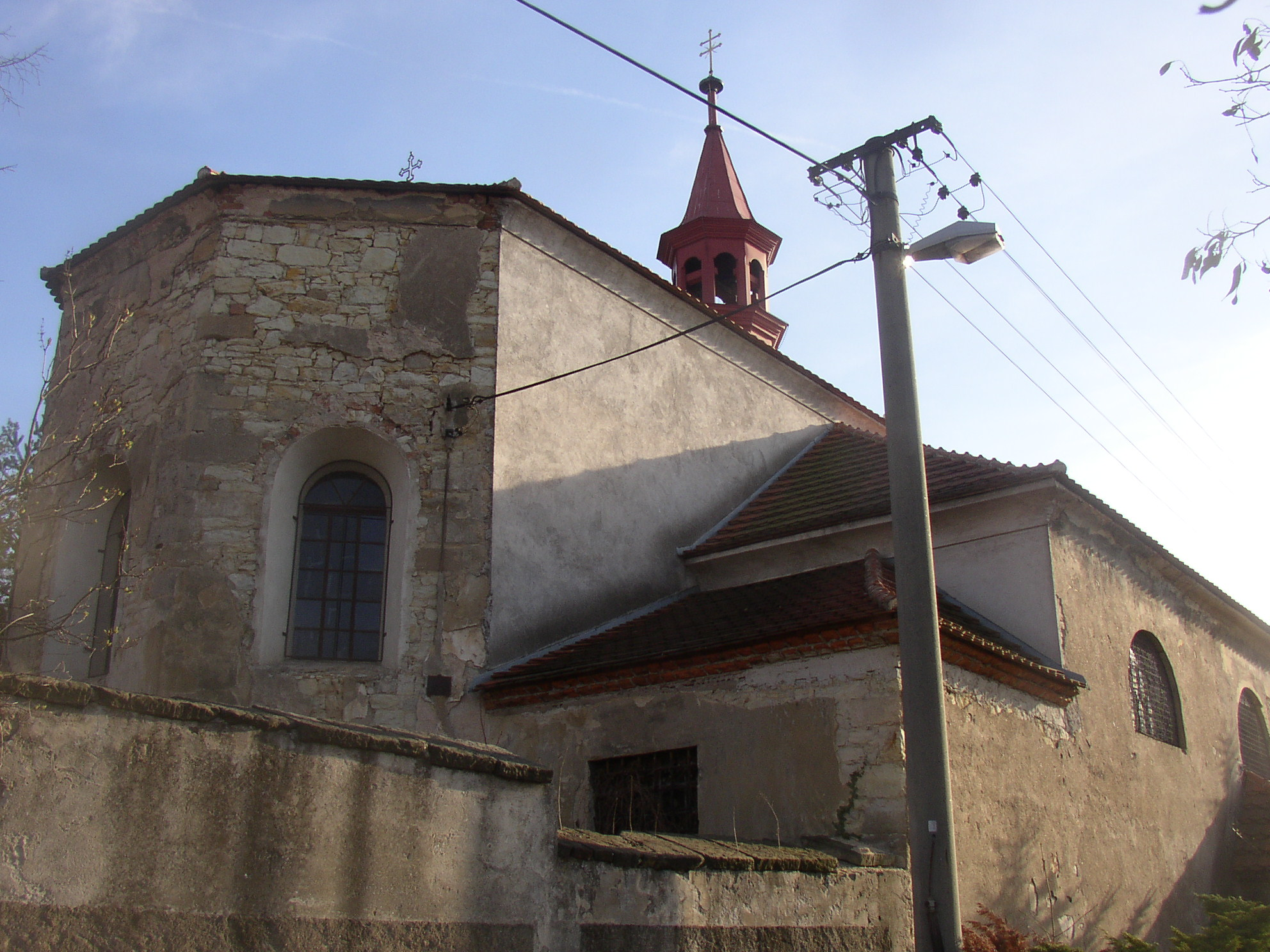
Sint-Stefanuskerk
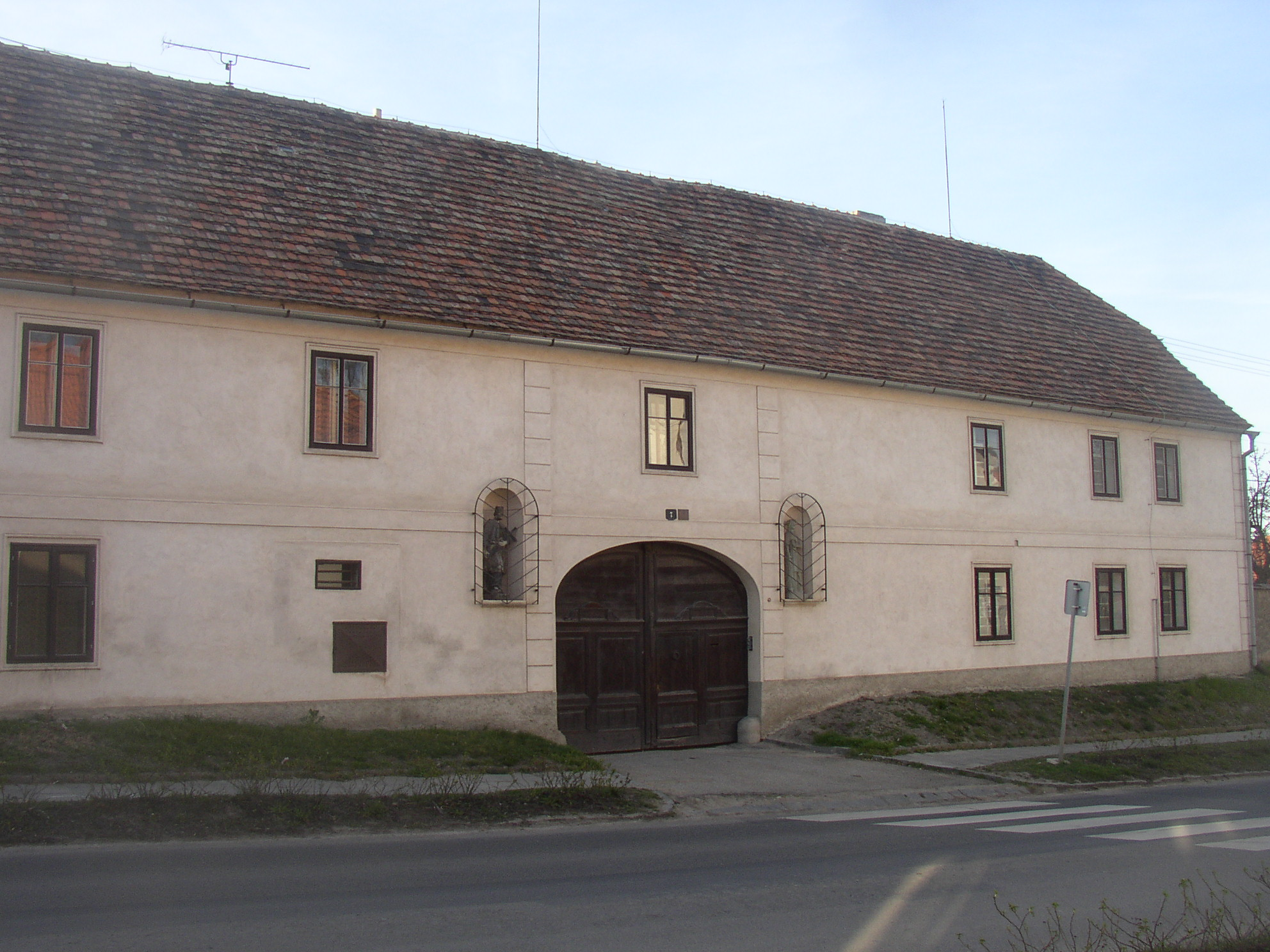
Huis met beelden in nissen bij de voordeur